# Crăești, Cluj
Crăești (în trecut Pusta Sâncraiu si Sâncraiu Deșert; în maghiară Pusztaszentkiraly) este un sat în comuna Petreștii de Jos din județul Cluj, Transilvania, România.

## Istoric
Crăiești este menționat la 1310 ca Villa Sentkiraly. Alte denumiri ale acestui sat au fost: 1367 – Villa domini regis Zentkiraly (satul domnului rege, Sâncrai), 1430 – Poss. Nostra Valahis Zentkiraly (moșia noastră românească Sâncrai), 1516 – Olahzentkiraly (Sâncraiul Românesc).

## Personalități
- Vasile BAZGAN - Doctor (Franța)
- Eugen Comșa - aviator

## Demografie
De-a lungul timpului populația localității a evoluat astfel:

## Lăcașuri de cult
- Biserica de lemn din Crăești

## Legături externe
Materiale media legate de Crăești la Wikimedia Commons

## Imagini

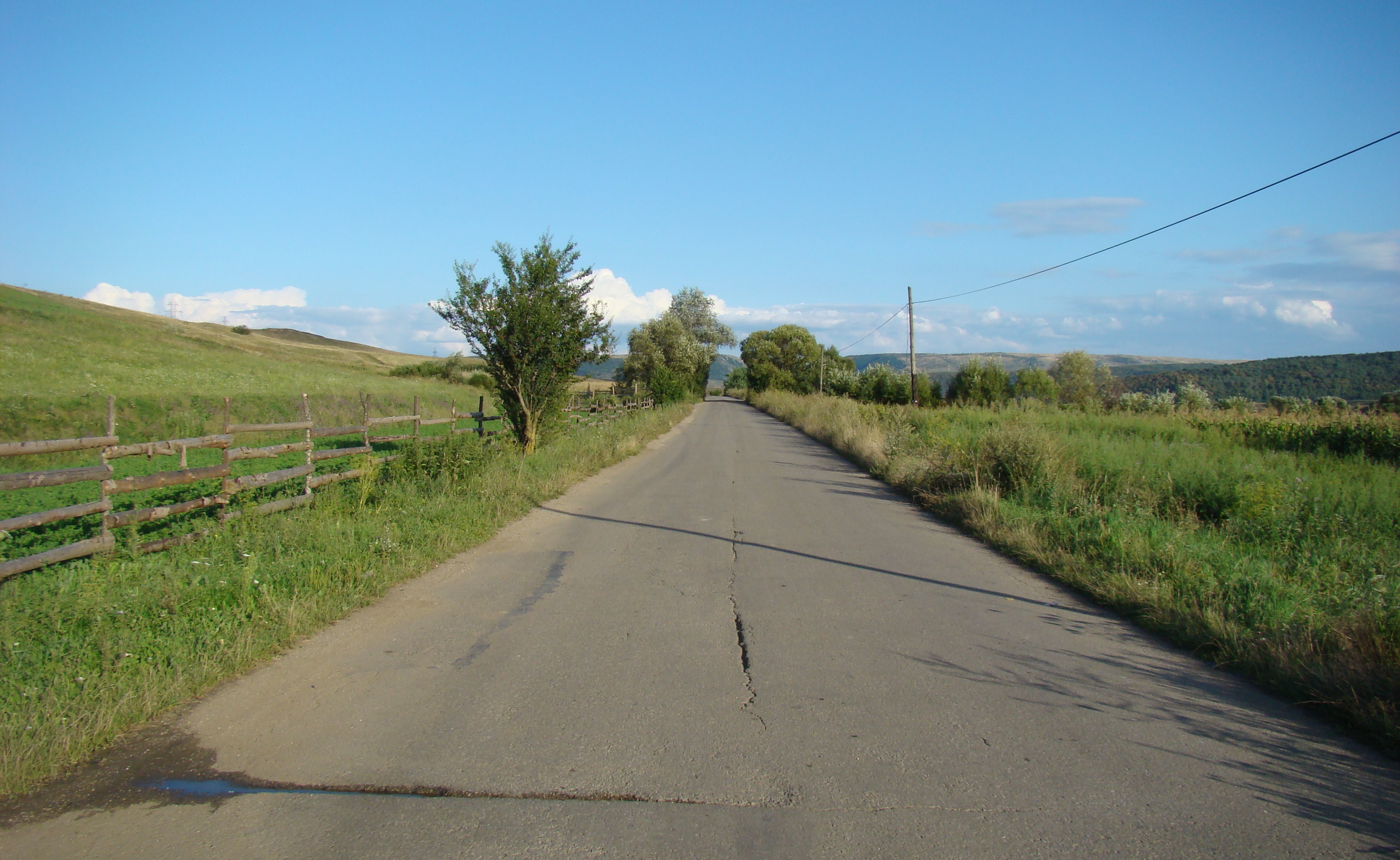
Drumul Petreștii de Jos-Crăiești
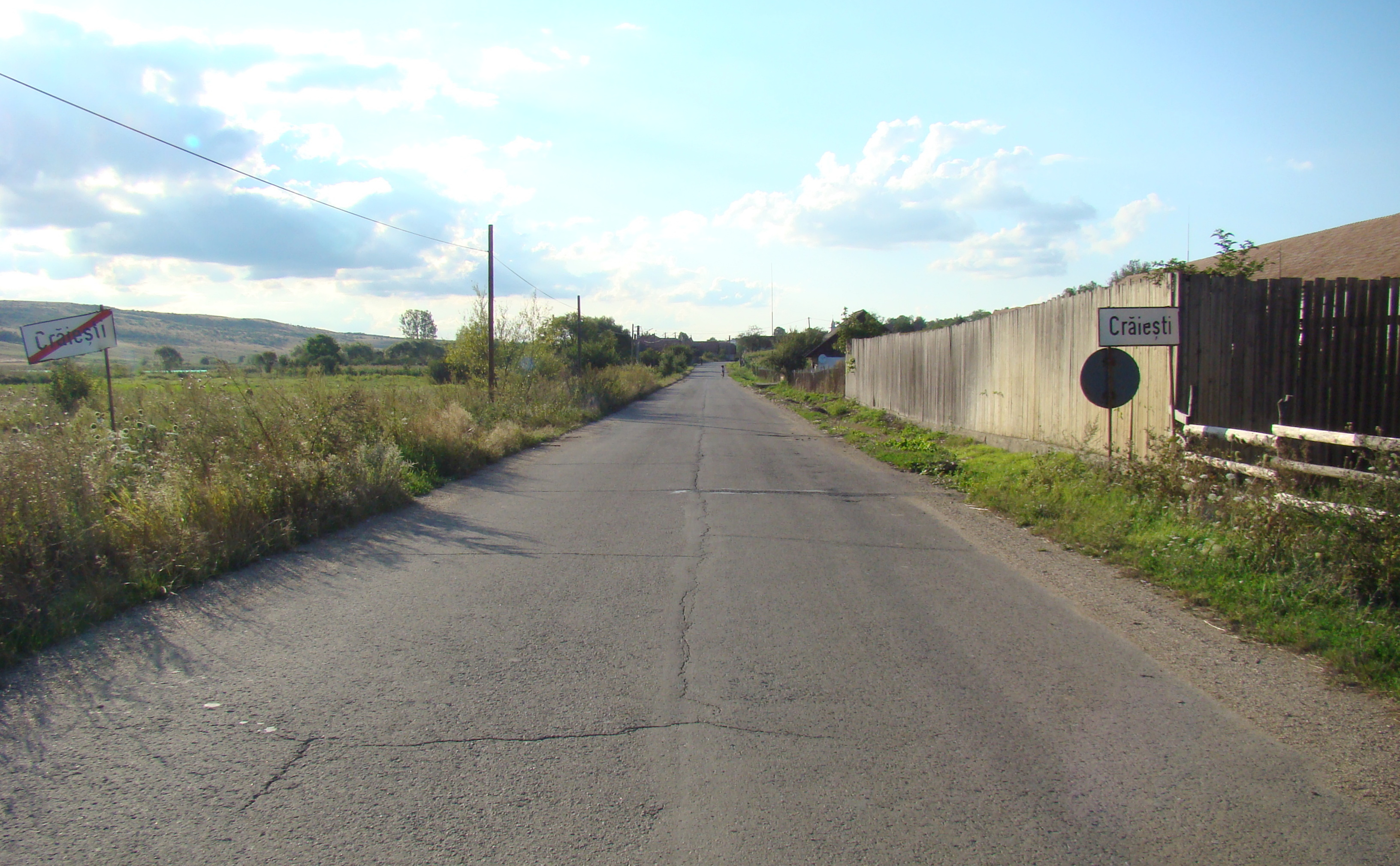
Intrarea în localitate
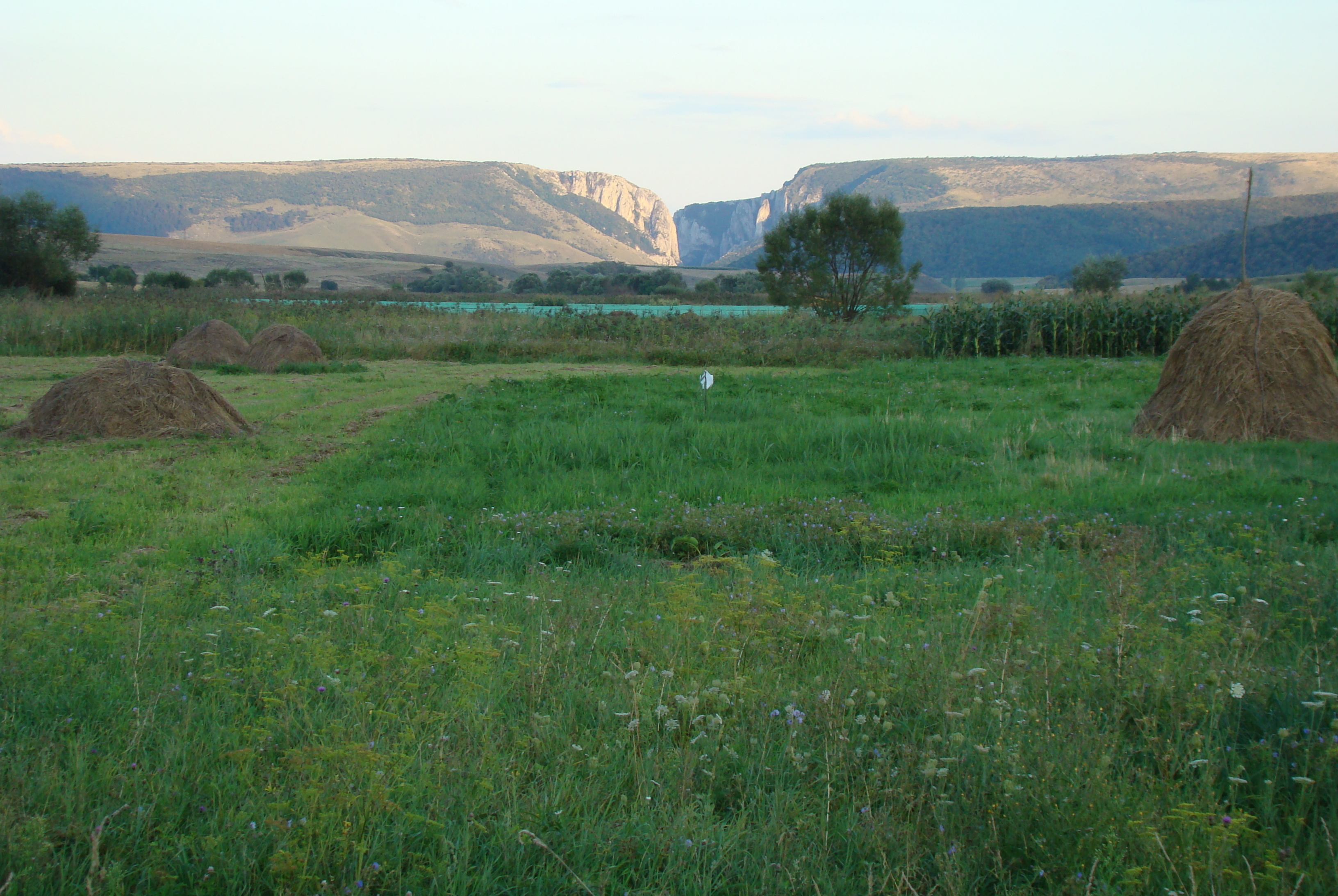
Vedere spre Cheile Turzii
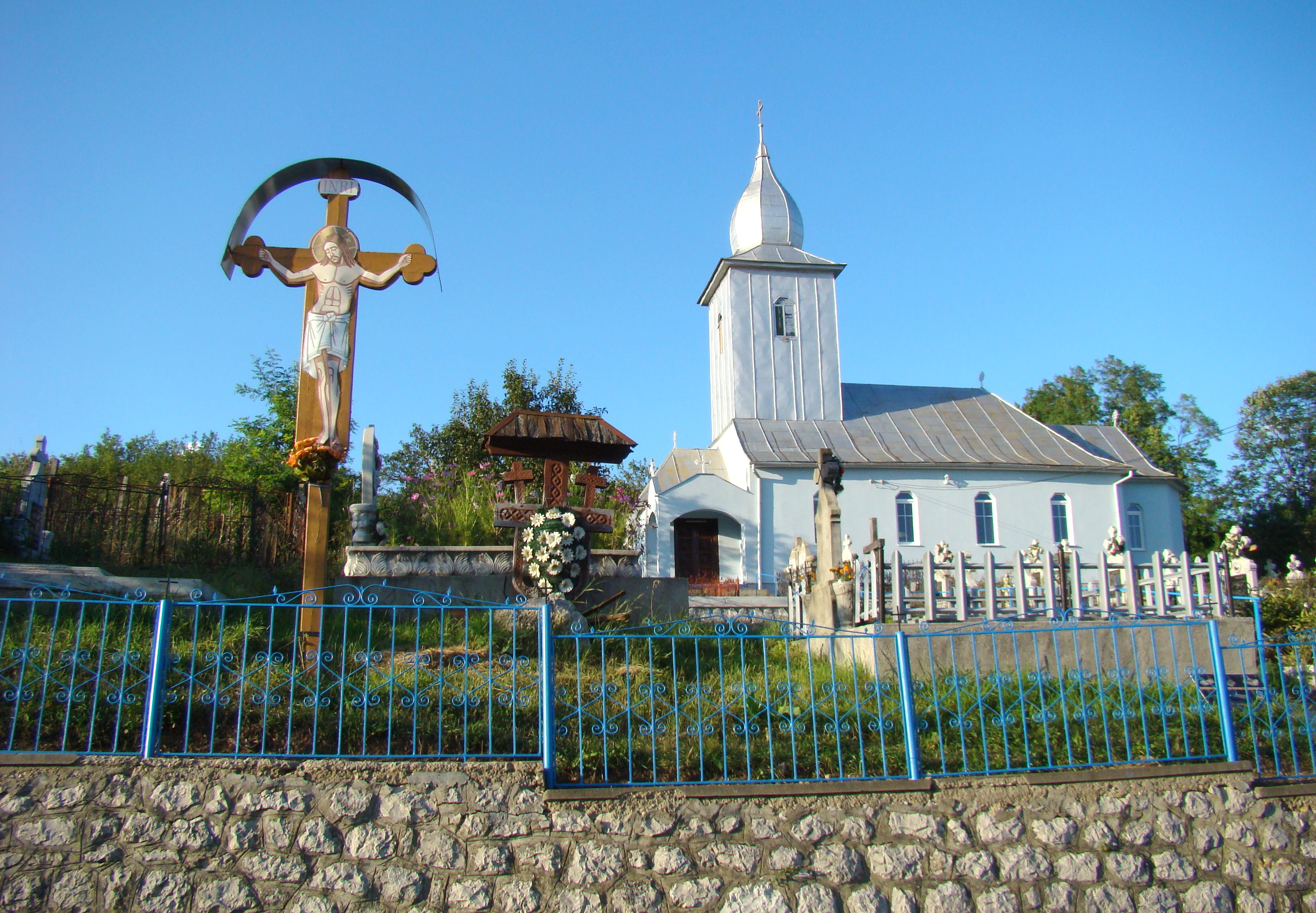
Biserica ortodoxă
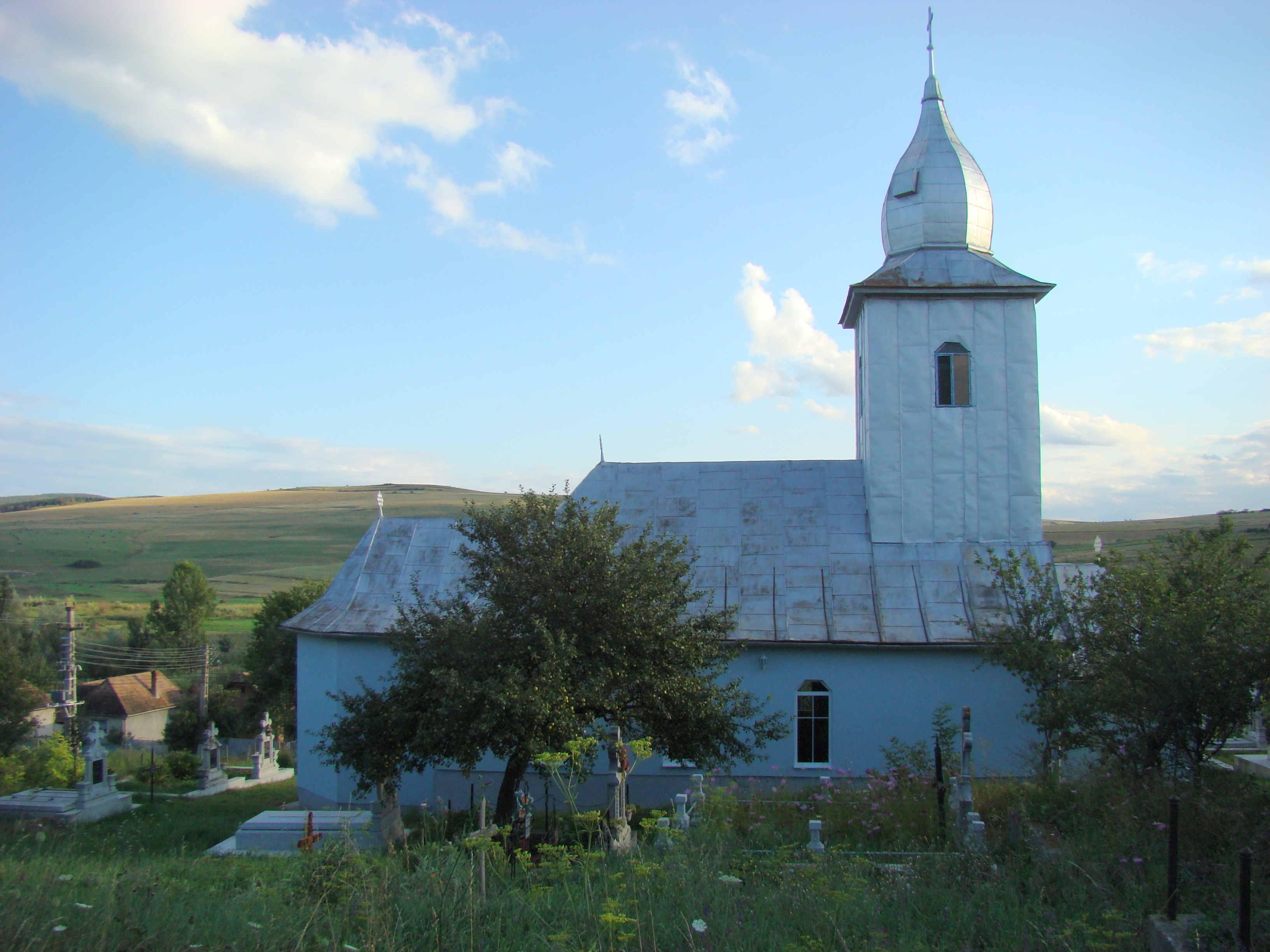
Biserica ortodoxă
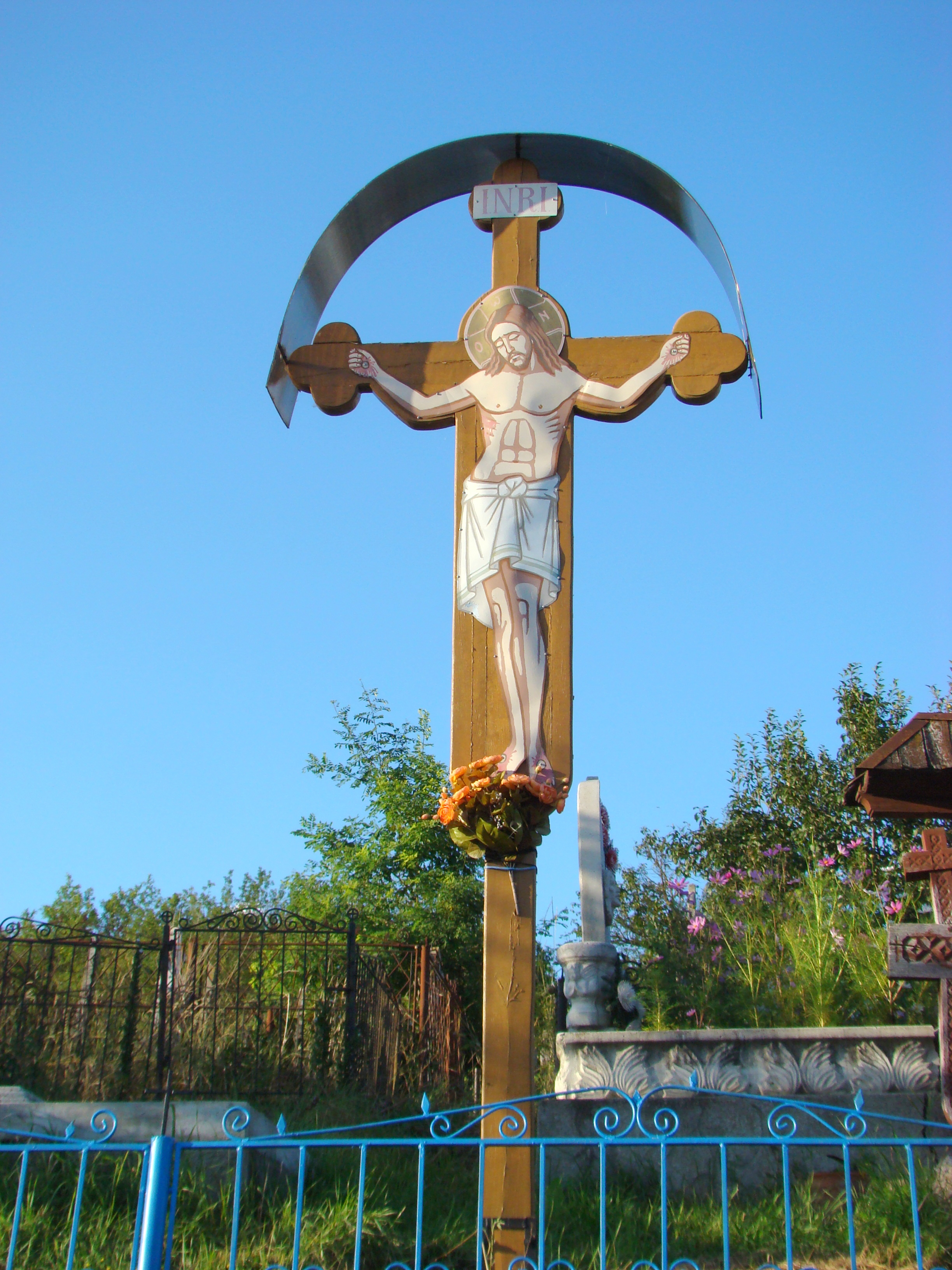
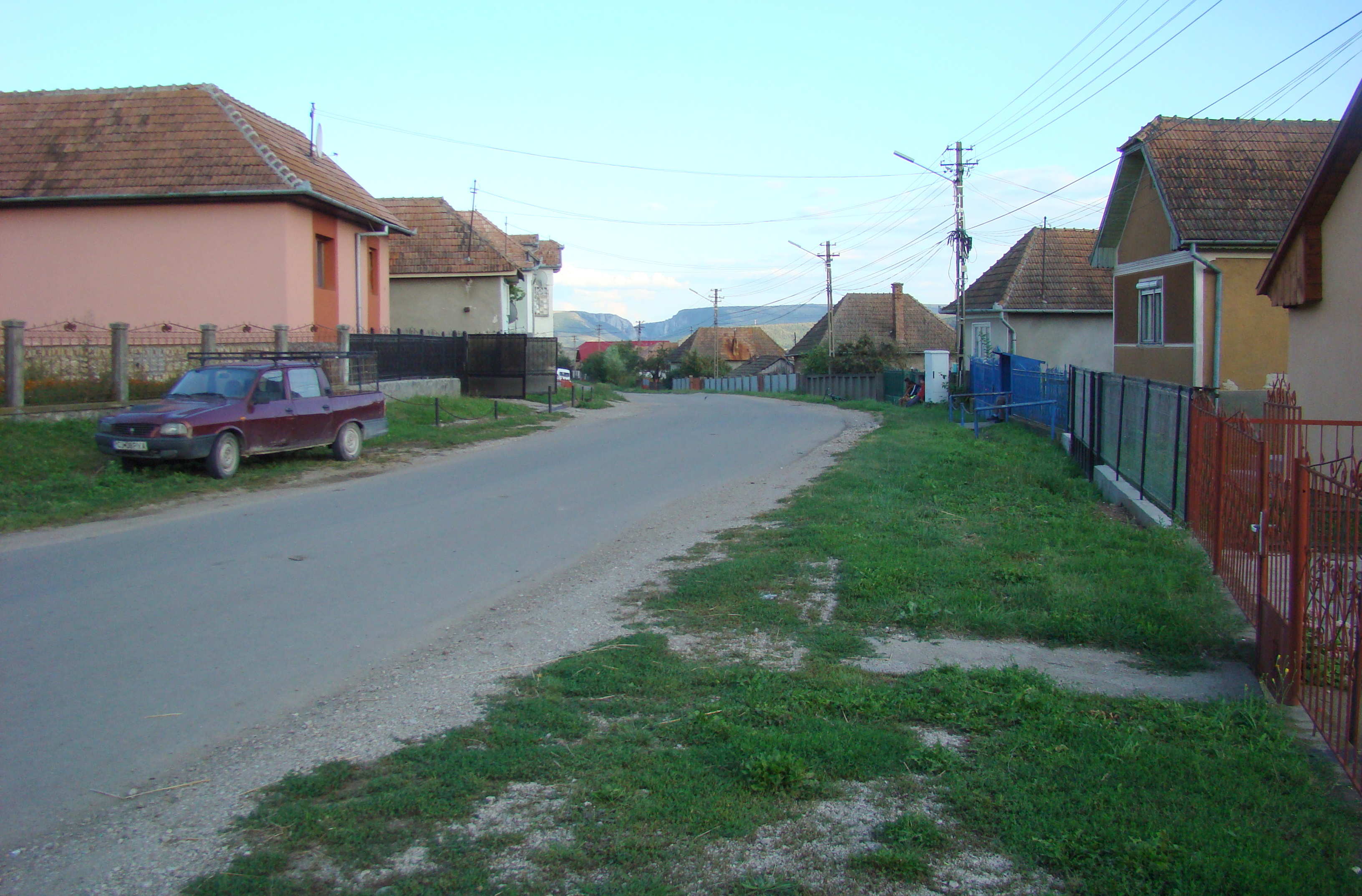
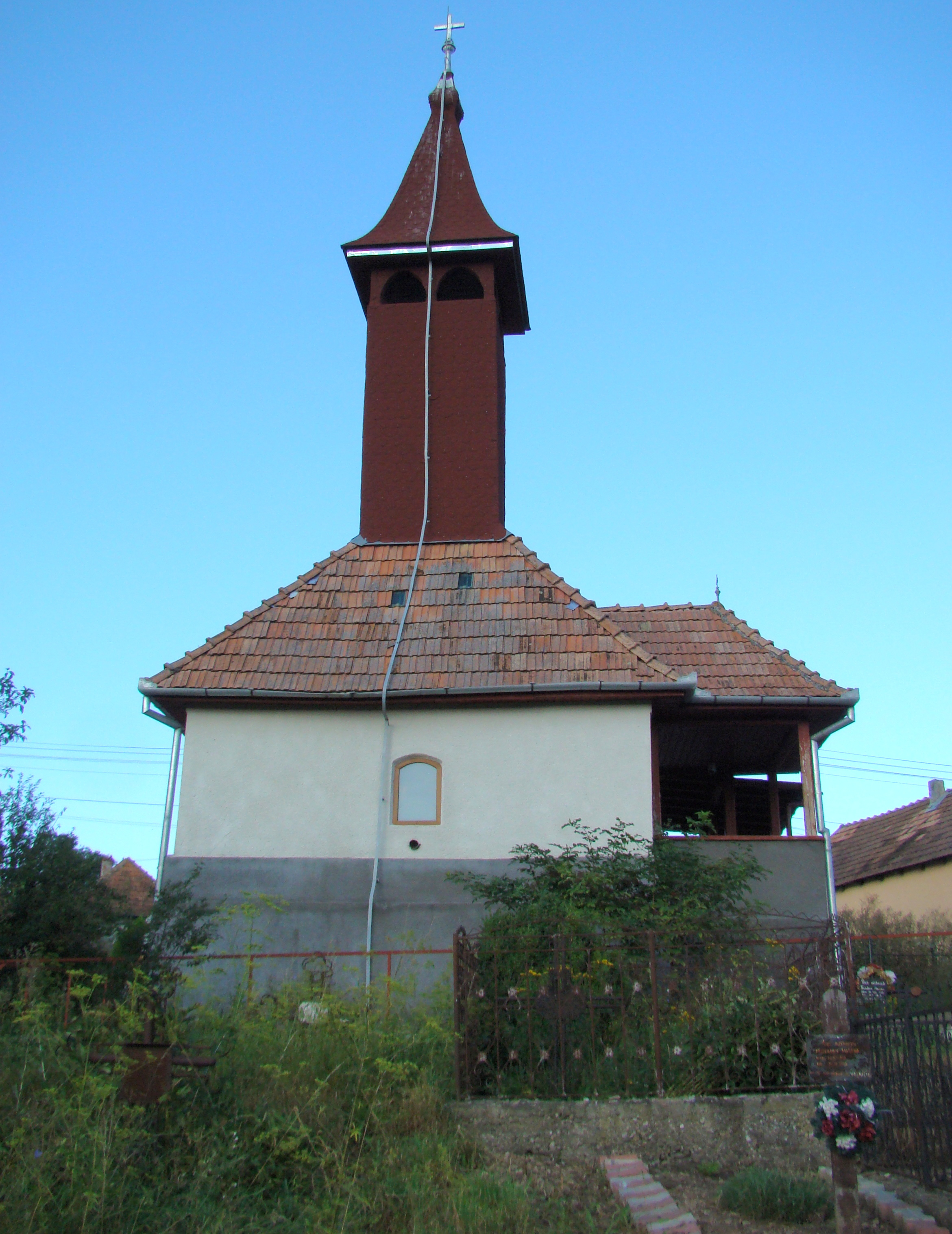
Biserica de lemn greco-catolică
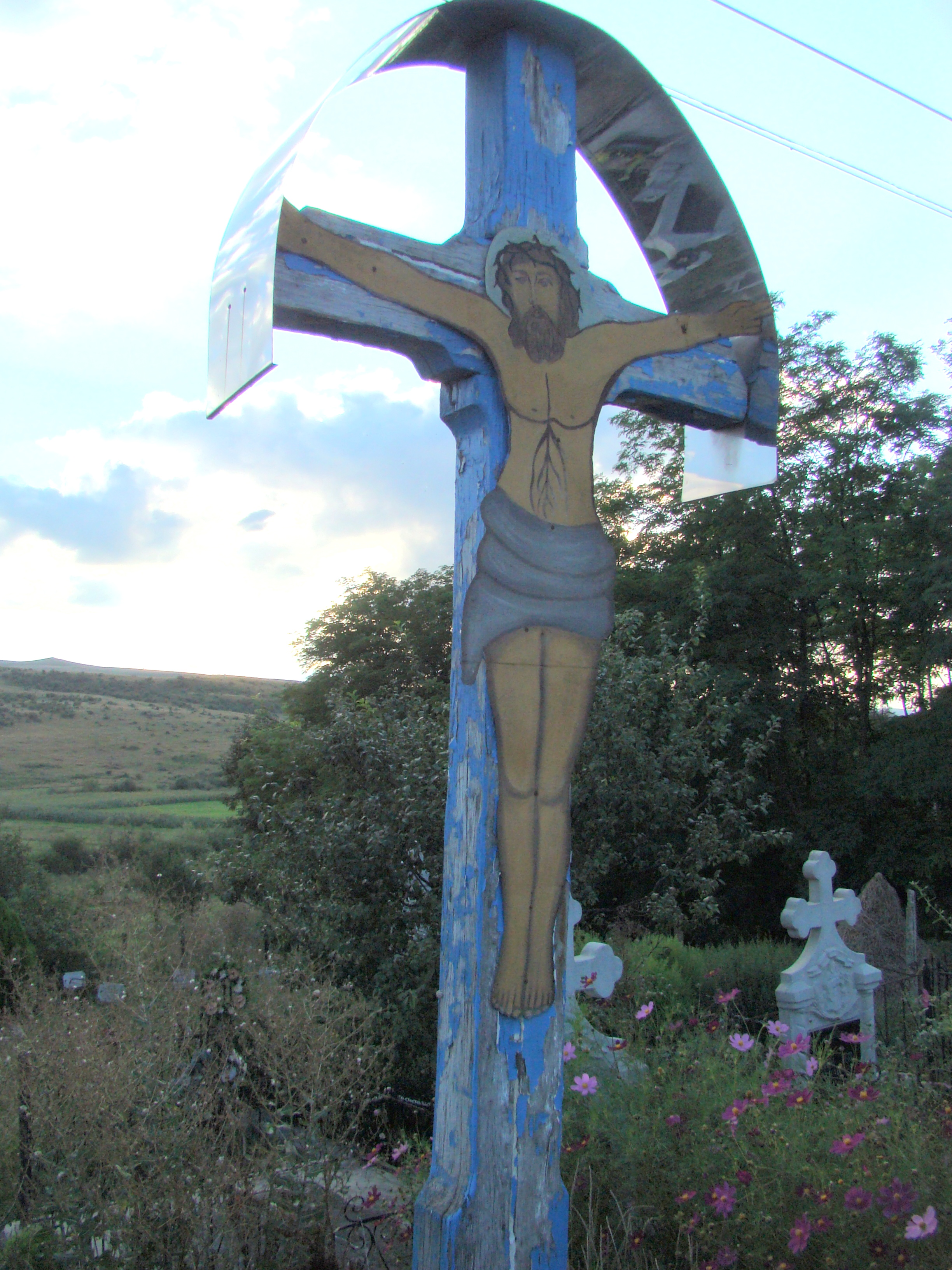
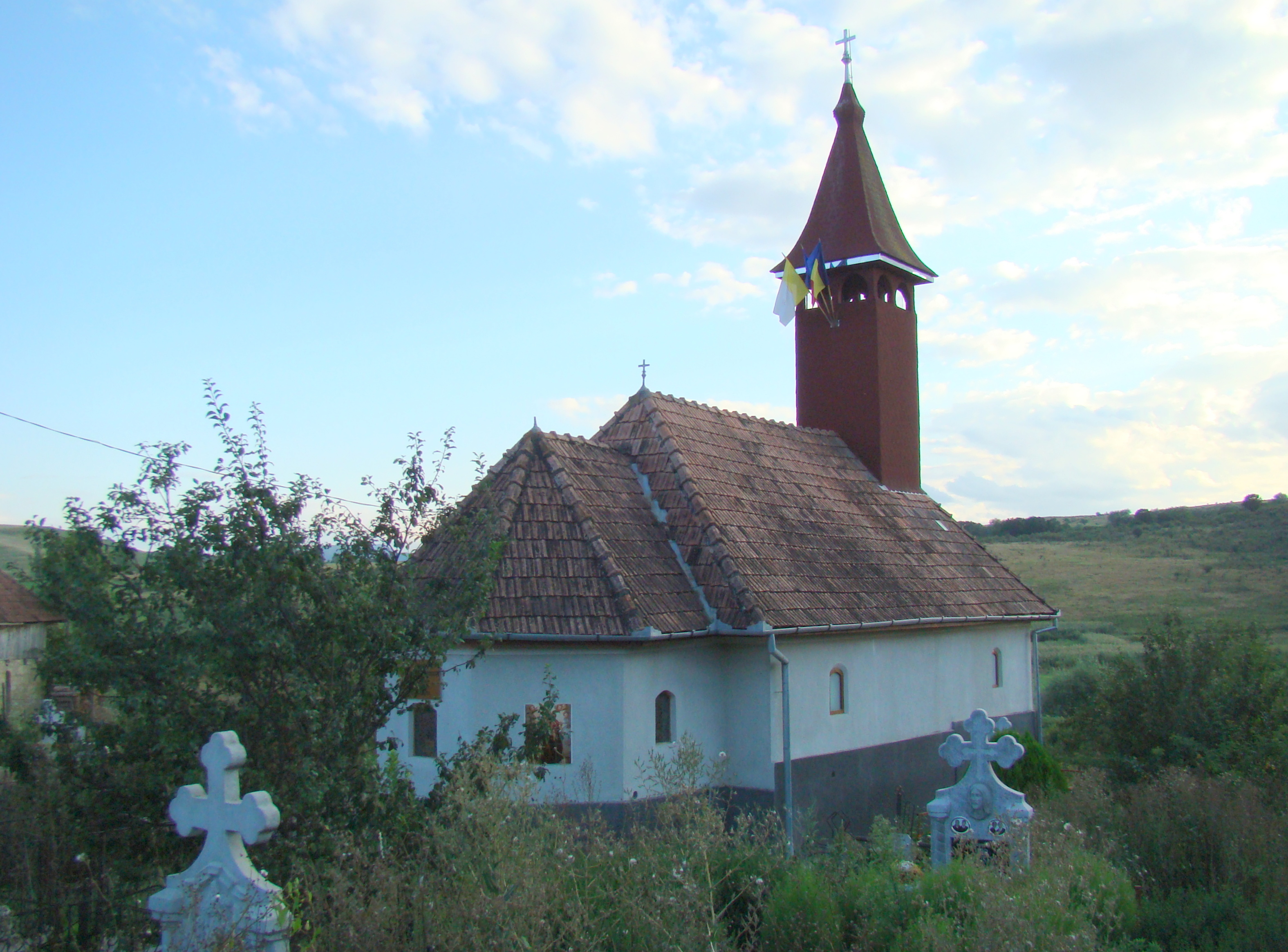
Biserica de lemn greco-catolică
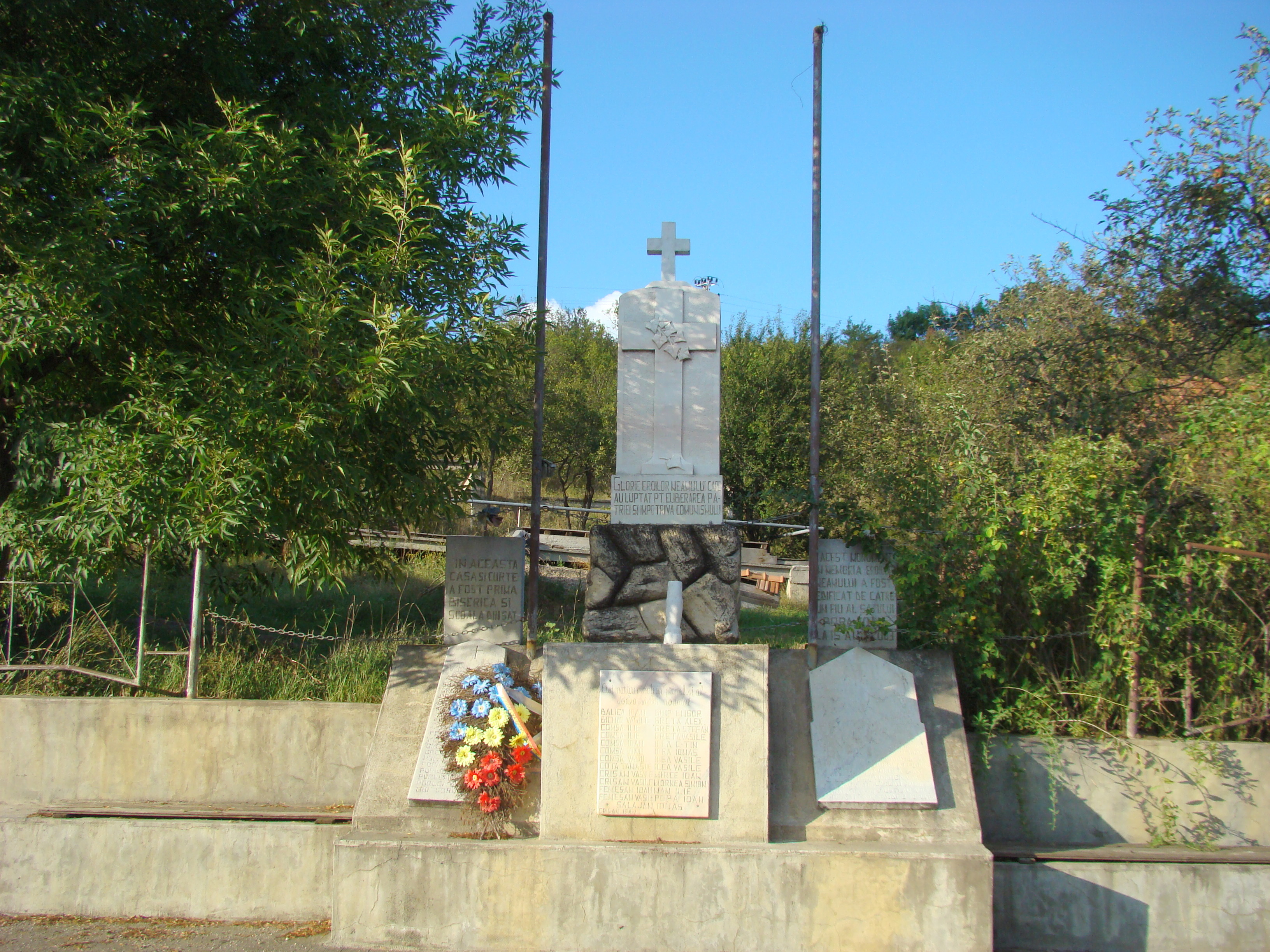
Monumentul Eroilor din satul Crăiești
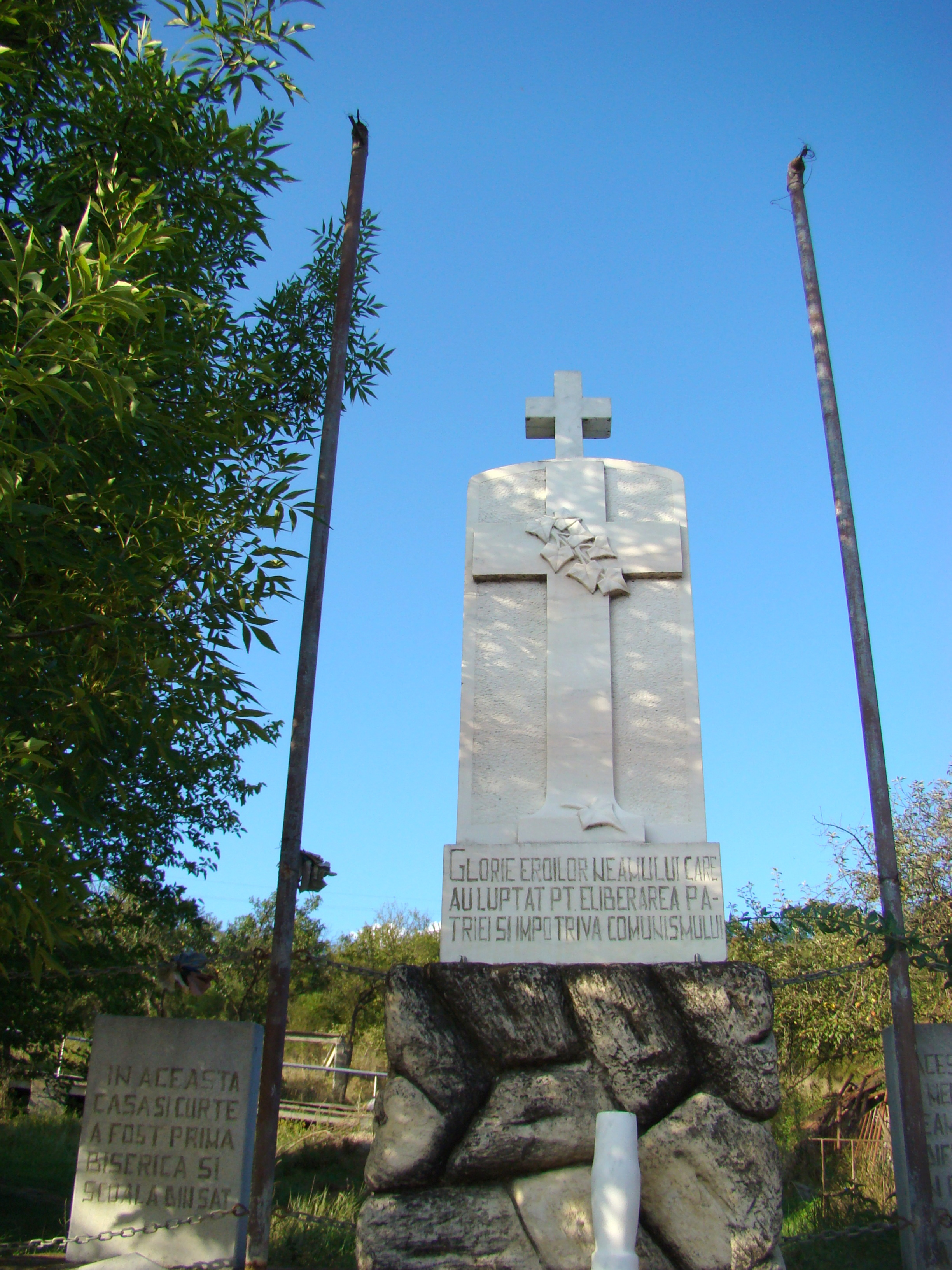
Monumentul Eroilor (detaliu)
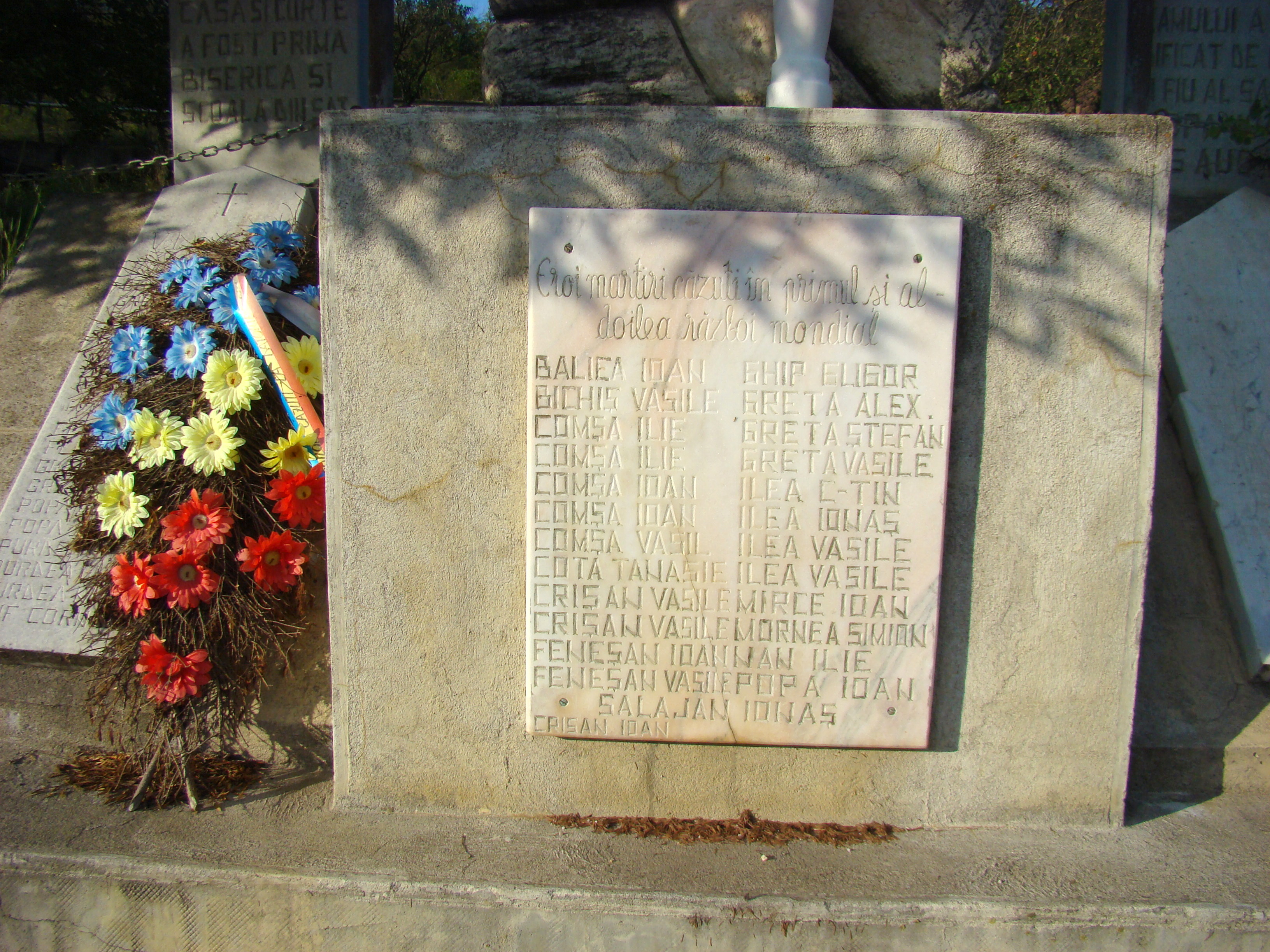
Monumentul Eroilor (detaliu)
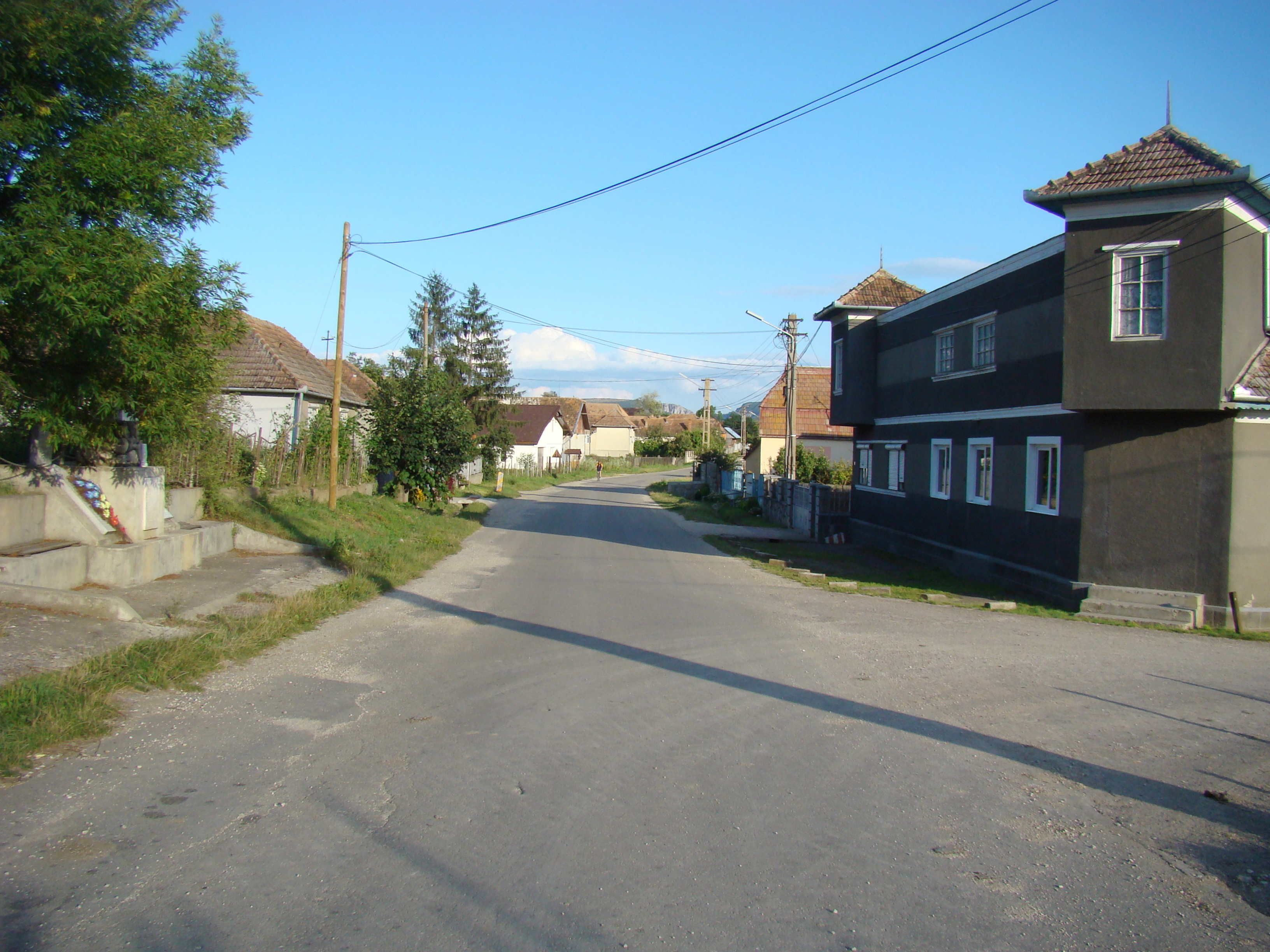
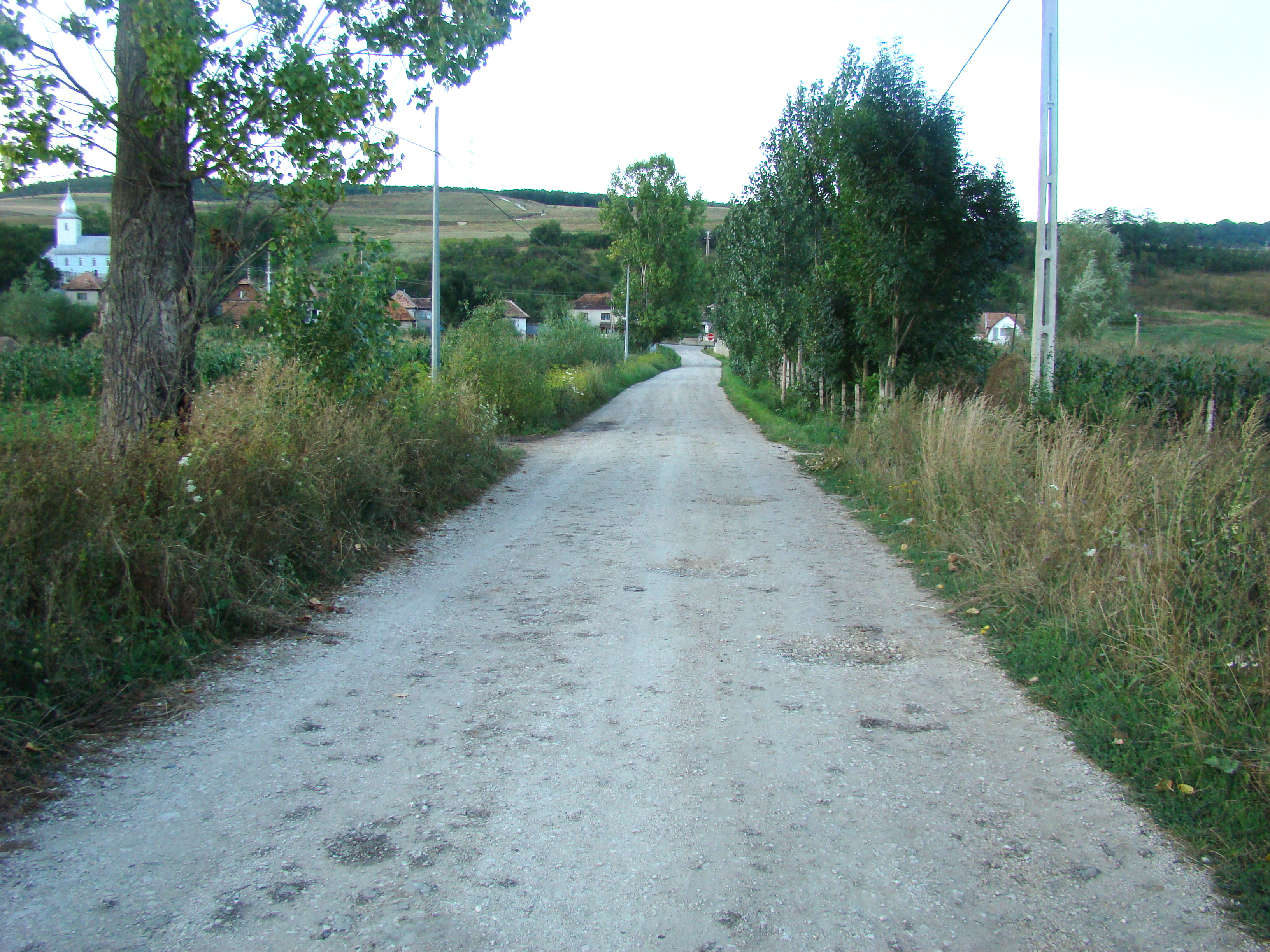
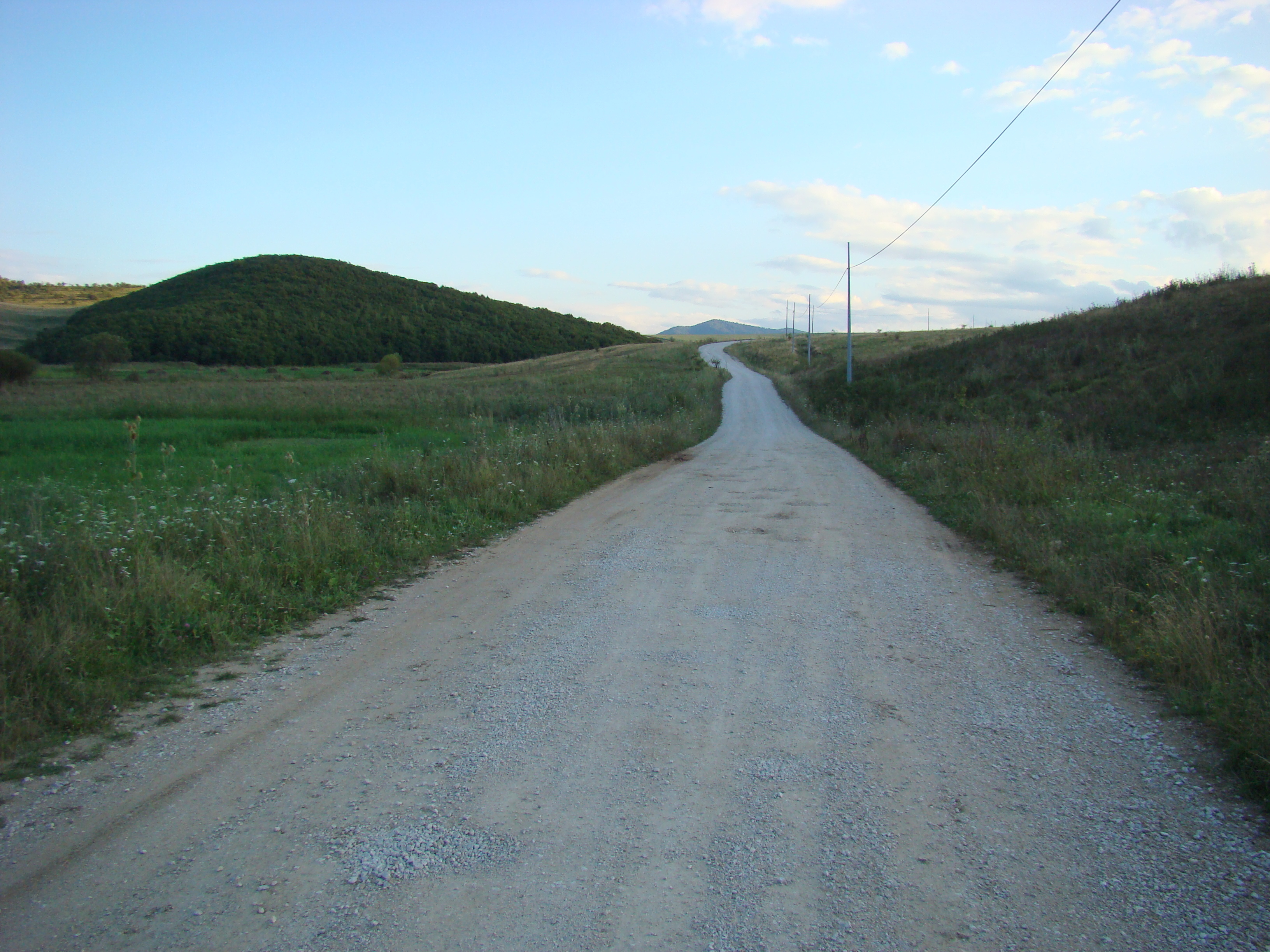
Drumul comunal Crăiești-Plaiuri
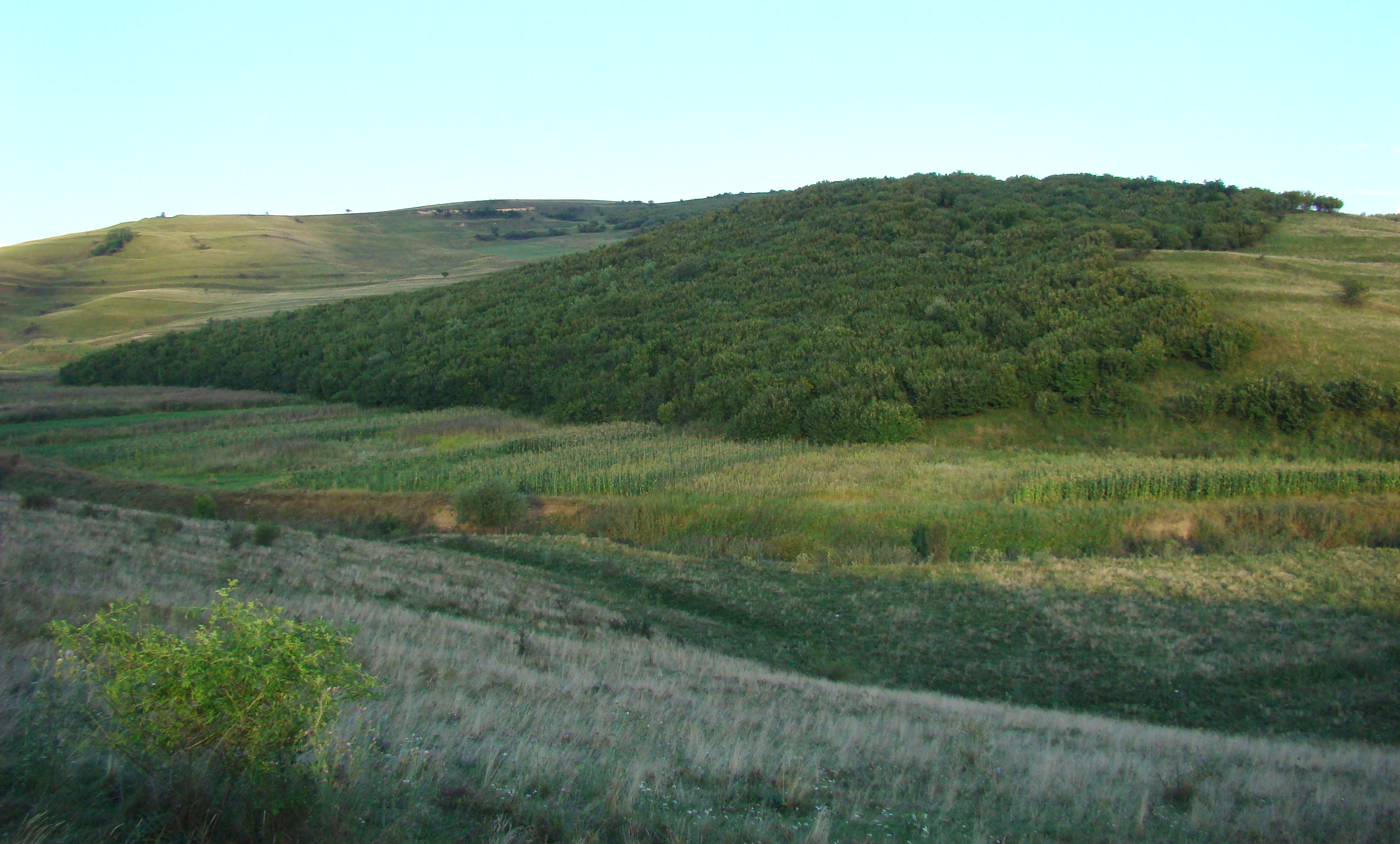